# NGC 5595
NGC 5595 (другие обозначения — MCG -3-37-1, VV 446, VV 530, IRAS14214-1629, PGC 51445) — спиральная галактика с перемычкой (SBc) в созвездии Весы.
Этот объект входит в число перечисленных в оригинальной редакции «Нового общего каталога».